# Психологічний тренінг
Психологічний тре́нінг — форма активного навчання навичкам поведінки. На тренінгу учаснику пропонується виконати ті або інші вправи, орієнтовані на розвиток або демонстрацію психологічних якостей або навичок. Для відпрацювання одержаних навичок застосовуються рольові ігри, комп'ютерні програми й інші методи.
В Україні професор В. А. Скумін на підставі ґрунтовного наукового дослідження, проведеного ним у 1976–1980 рр. в Інституті М. М. Амосова, розробив метод психологічного тренування, що набув поширення в багатьох галузях.
Психотренінг по Скуміну складається з п'яти вправ.
- «Релаксація» — послідовне розслаблення м'язів ніг, рук, тулуба, шиї, голови.
- «Тепло» — викликається у ногах, руках, сонячному сплетенні, шиї, голові.
- «Паріння, невагомість» — використовуються формули які викликають відчуття паріння, невагомості, «розчинення» тіла.
- «Цільове самонавіювання» — формули його визначаються конкретними лікувальними завданнями. Вони направлені на вироблення адекватного відношення до стану свого здоров'я, нормалізування сну, корекцію характерологічних відхилів, подолання страхів, тривоги, мобілізацію ресурсів організму.
- «Активація» — проводиться за допомогою формул та уявлень, сприяючих виходу зі стану занурення. Підкреслюється, що організм зарядився енергією, силою і це сприяє відновленню здоров'я, подальшому покращанню стану.[2]

У Інституті психології імені Г. С. Костюка розроблено комп'ютерний тренажер вищих психічних функцій школяра
Слід одрізняти психологічні тренінги від групової психотерапії.